# ブッチーノ
ブッチーノ（伊: Buccino）は、イタリア共和国カンパニア州サレルノ県にある、人口約4,900人の基礎自治体（コムーネ）。

## 地理

### 位置・広がり

#### 隣接コムーネ
隣接するコムーネは以下の通り。
- アウレッタ
- コッリアーノ
- パロモンテ
- ロマニャーノ・アル・モンテ
- サルヴィテッレ
- サン・グレゴーリオ・マーニョ
- シチニャーノ・デッリ・アルブルニ

## 行政

### 分離集落
ブッチーノには、以下の分離集落（フラツィオーネ）がある。
- Pianelle, San Giovanni, Teglia, Temponi, Tufariello